# Stigliano
Stigliano är en ort och kommun i provinsen Matera i regionen Basilicata i Italien. Kommunen hade 4 112 invånare (2017).